# Clinton Street/Southeast 12th Avenue megállóhely
Clinton Street/Southeast 12th Avenue megállóhely a Metropolitan Area Express narancssárga vonalának, valamint a TriMet autóbuszainak megállója az Oregon állambeli Portland Hosford–Albernethy kerületében.
A megállóban elhelyezték Matthew Passmore „Intersection” fantázianevű műalkotását, amely egy egymást keresztező vágányokra emlékeztető acélalakzat.

## Autóbuszok
- 9 – Powell Blvd (Union Station◄►Gresham Central Transit Center)[3]
- 10 – Harold St (SW 6th & Madison◄►Lents/SE Foster)[4]
- 17 – Holgate/Broadway (Concordia University◄►134th Drive)[5]

| Előző állomás                                 |  | Metropolitan Area Express |  | Következő állomás                      |
| --------------------------------------------- |  | ------------------------- |  | -------------------------------------- |
| SE 17th Ave & Rhine Sttovább SE Park Ave felé |  | Narancssárga vonal        |  | OMSI/SE Watertovább Union Station felé |

## Fordítás
Ez a szócikk részben vagy egészben  a   Clinton Street/Southeast 12th Avenue MAX Station című angol Wikipédia-szócikk ezen változatának fordításán alapul.  Az eredeti cikk szerkesztőit annak laptörténete sorolja fel. Ez a jelzés csupán a megfogalmazás eredetét és a szerzői jogokat jelzi, nem szolgál a cikkben szereplő információk forrásmegjelöléseként.